# 本妙寺事件
本妙寺事件（ほんみょうじじけん）は1940年7月9日、熊本県熊本市西郊の日蓮宗本妙寺近辺のハンセン病患者が多く住む集落から、患者らが強制収容された事件。

## 事件の背景
明治時代の初期から、加藤清正の墓所がある本妙寺の参道にはハンセン病患者が並び、参拝者に喜捨を要求していた。その起源は不詳であるが、加藤清正が日蓮宗に熱心であり、全国的に日蓮宗の寺などに集まったことと関係があるとされる。また単に、明治時代にも参拝者が多く、喜捨を求めて集まったともされる。廃藩置県の明治4年に並び始めたという確実な記録がある。本妙寺は西南戦役で一部炎上したが、患者は再び集まった。ハンナ・リデルやコール神父などのハンセン病患者救済活動や、1909年の国による九州療養所の設立時もここから患者を収容している。しかし、ここには患者が経営する宿屋もあり、自活が可能な状況であった。ハンセン病でない住民の間には、偏見が少なかった。九州療養所と行き来している患者もあった。時折警官による、患者収容もあったが、警官も収容を嫌がった。

## 事件以前の患者の収容
九州療養所開所当時、約100名の患者を収容し、その後も時々収容した。大正15年から昭和5年の収容の記録を示す。
| 年月日          | 男 | 女 | 計 |
| --------------- | -- | -- | -- |
| 大正15年8月4日  | 1  | 5  | 6  |
| 昭和2年5月6日   | 9  | 8  | 17 |
| 昭和2年6月8日   | 6  | 6  | 12 |
| 昭和2年10月2日  | 5  | 1  | 6  |
| 昭和2年10月8日  | 4  | 1  | 5  |
| 昭和2年12月28日 | 3  | 5  | 8  |
| 昭和4年6月28日  | 3  | 2  | 5  |
| 昭和5年5月16日  | 5  | 6  | 11 |
| 計              | 36 | 34 | 70 |

## 患者の状態
- 1934年、方面委員（現在の民生委員）の十時英三郎によると、本妙寺らい集落（中尾丸、日朝裏、常題目、深刈）の総世帯数149、男252、女230、（13歳以下、152）、らい患者所帯35、男58、女54（13歳以下、112、うち小学生7）であり、この数は専門家の診断でないのでらい患者はもっと多いであろうとしている。正式の婚姻関係以外に、内縁関係も多い。職業は貸家業を含み、多彩である。賭博をおこなっている。
- 菊池恵楓園医務主任内田守の1935年の調査によると(7月下旬から9月上旬に至る2か月、診察日数20日、全数ではないが、らいと考えられているのは漏らさず診察した）、所帯数150、総人数500、普通病85名（一人一点）(眼病22名、胃腸疾患16名、栄養障害11名(喜捨を求める場合、子供をだくと喜捨が多いからハンセン病でない子供を養育したがその子に栄養障害が多かった）、骨関節疾神経疾患7名、肺結核及び呼吸器疾患6名、全身不随手足のフグ者6名、盲目者4名、はく痴及び精神病4名、その他の疾患5名。（ただし、聴診器1個にての診断）
- らい病73名（うち疑似21名）らい患者数は自覚せるもの42、新発見10、計52（全住民の10%）、らい疑い21名としている。病状は比較的軽く、感染させる程度のものは21名としている。貸家を営む4名のうち3名は患者である。

## 患者の団体
患者の多くは相愛更生会という秘密結社めいた団体に入っていた。毎年会費5円を出して、団体として寄付金の趣意書、奉加帳を作り、定められた自分の縄張りに年2回出張して寄付を募った。また、厚生省、県知事、学務課、社会課の証明書、本妙寺の住職の感謝状を偽造した。そして北海道から台湾朝鮮に至るまで、2名一組で寄付を強要する、やらないと、「伝染させるぞ」と居直る。人々は癩の恐怖と、いかめしい厚生省や、県知事等の証明書にたいして、金銭を出したのであった。違法行為であるが、本妙寺事件はその解決のためともされる。会員は強制収容後、栗生楽泉園の特別病室に入所させられた。本事件は、本妙寺と九州療養所や星塚敬愛園などの長い腐れ縁を絶つためでもあり、近づいてきた戦争の影響と考えた人もいた。救らい協会(MTL)の理事福田令寿は百歳近くになって作られた『百年史の証言』で「しかしとにかくあの本妙寺の部落は熊本市の一つのガンだといわれたように、いろいろ弊害があった。それを一掃してしまったんだから有難い英断ではあったと思います。」と述べている。

## 発端
1936年、内務省はらい根絶20年計画に基づき、今後収容能力を1万床に増床し、1945年までに「病床1万床計画」を完成することを発表、合わせて在野の未収容の患者の収容に努める様に提示した。しかし、九州療養所の場合は逃走する患者も多く、なかなかその実があがらなかった。しかし、一部の患者が九州療養所への入所を断られ、長島愛生園にいったことから、光田健輔ら、療養所所長会議でもその解決が検討されてきた。1940年7月5日、6日の昭和16年度九州療養所予算会議の時に厚生省予防局優生課主任本名順平、長島愛生園、星塚敬愛園の職員が派遣され7月6日熊本県警察部長室で関係者が協議した。

## 強制収容
あらかじめ患者団体の行動を調べて、最も患者が集まっている7月9日、午前5時に強制収容が決行された。場所は熊本市花園町の4つのらい集落。警察官は、熊本県警察部、熊本北南署署員合計207名。菊池恵楓園職員を合わせると220余名。職員は午前4時に非常招集を行った。あらかじめ患者の住宅の戸口に白墨で目印をしておいた。患者は職員の旧知のものが多く、収容時、具合が悪かったという。患者と非らいの夫婦もおり、もらい子もあり、別れの悲嘆場と化した。関係者の襲撃などがないかと心配したが、何もなかった。重症者8名は九州療養所に入所させたが、ほかは他園に送致した(検挙者処分統計参照）。菊池恵楓園自治会には、記録写真が保存されている。

## 検挙者数
以下の表の通り。
| 回数   | 日付    | 男 | 女 | 未感児 | 非らい | 計  |
| ------ | ------- | -- | -- | ------ | ------ | --- |
| 第1回  | 7月9日  | 54 | 46 | 25     | 9      | 134 |
| 第2回  | 7月10日 | 6  | 4  | 0      | 2      | 12  |
| 第3回  | 7月11日 | 3  | 3  | 3      | 0      | 9   |
| その他 | -       | 2  | 0  | 0      | 0      | 2   |
| 計     | -       | 65 | 53 | 28     | 11     |     |

## 検挙者処分
| 送致先     | 日付    | 男 | 女 | 未感児 | 計  | 備考                 |
| ---------- | ------- | -- | -- | ------ | --- | -------------------- |
| 愛生園     | 7月9日  | 13 | 10 | 3      | 26  |                      |
| 敬愛園     | 7月10日 | 12 | 9  | 10     | 31  |                      |
| 光明園     | 7月12日 | 21 | 19 | 4      | 44  |                      |
| 楽泉園     | 7月14日 | 17 | 10 | 9      | 36  | 一部特別病室に入室   |
| 九州療養所 | 7月14日 | 2  | 5  | 1      | 8   | 重症および輸送不能   |
| 非らい送還 | -       | 6  | 5  | 0      | 11  |                      |
| 引き渡し   | 7月14日 | -  | -  | 1      | 1   | 親の希望により実兄に |
| 計         | -       | 71 | 58 | 27     | 157 |                      |

## 強制収容のその後
身柄は一応トラックにて九州療養所に運び、構内にある警察留置場と監禁室に収容した。その後本省の指示に従い、別の療養所に医師が付き添って送致した（表参照）。熊本県と市当局の協力の下、遺家族の救護、跡地の浄化（患者の家屋は買収の上、焼却、消毒は熊本薬学専門学校学生がおこなった）、豚、鶏等生物は売却し、持ち主に送り届け、禍根を残さないように努力した。これらはらい予防協会でおこなった。当時の会長は山田俊介熊本県警察部長。その後、昭和18年4月には、本妙寺参道には別の患者が並んだ。戦争直後も同様であったが、いつしか並ばないようになった。

## 文献
- 『菊池恵楓園50年史』国立療養所菊池恵楓園、合志、1960年、71-84頁。
- 『壁をこえて——自治会八十年の軌跡』菊池恵楓園入所者自治会、合志、2006年、78-81頁。ISBN 4877552324。
- 潮谷総一郎 (1952), “本妙寺癩窟”, 日本談義 (日本談義社) 23